# Diócesis de Lucera-Troia
La diócesis de Lucera-Troia (en latín: Dioecesis Lucerina-Troiana y en italiano: Diocesi di Lucera-Troia) es una circunscripción eclesiástica de la Iglesia católica en Italia. Se trata de una diócesis latina, sufragánea de la arquidiócesis de Foggia-Bovino. Desde el 20 de octubre de 2016 su obispo es Giuseppe Giuliano.

## Territorio y organización

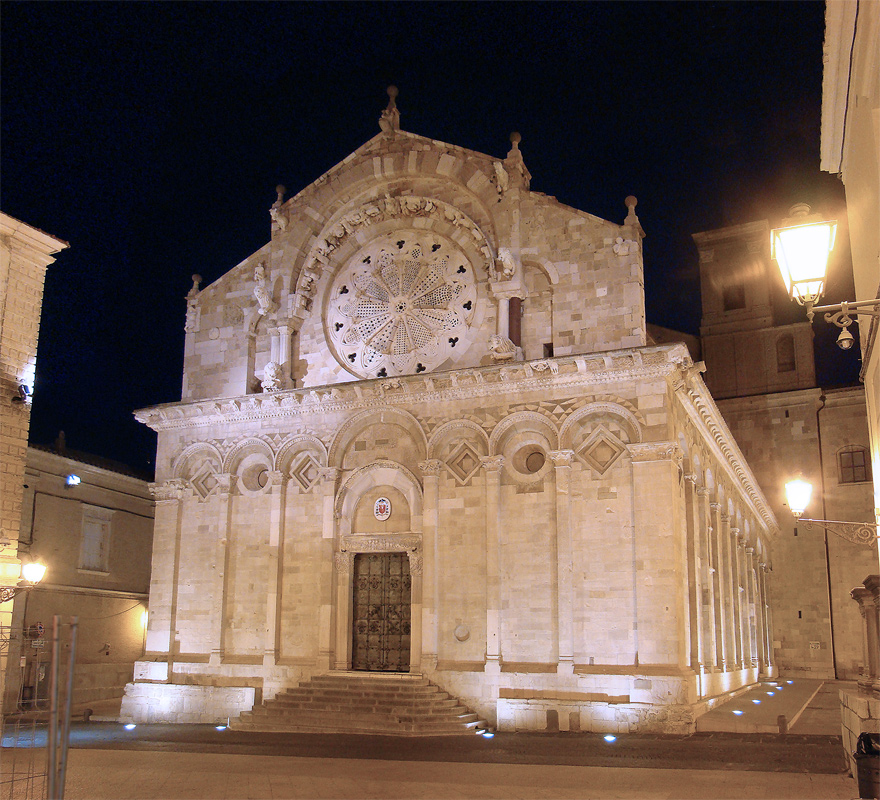
Concatedral de la Natividad de la Santísima Virgen María, en Ascoli Satriano

La diócesis tiene 1336 km² y extiende su jurisdicción sobre los fieles católicos de rito latino residentes en 19 comunas de la provincia de Foggia en la región de Apulia: Lucera, Troia, Alberona, Biccari, Carlantino, Casalnuovo Monterotaro, Casalvecchio di Puglia, Castelluccio Valmaggiore, Castelnuovo della Daunia, Celenza Valfortore, Celle di San Vito, Faeto, Motta Montecorvino, Orsara di Puglia, Pietramontecorvino, Roseto Valfortore, San Marco la Catola, Volturara Appula y Volturino. Además, forma parte del territorio diocesano la localidad de Santa Cecilia, en la comuna de Foggia.

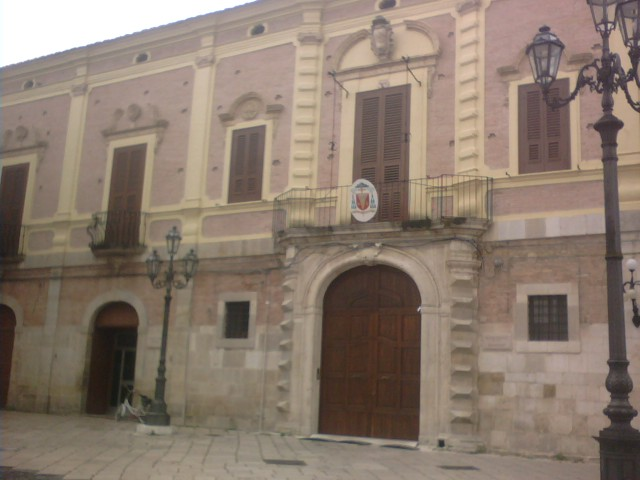
Palacio episcopal de Lucera

La sede de la diócesis se encuentra en la ciudad de Lucera, en donde se halla la Catedral basílica de Santa María Asunta, y en Troia la Concatedral de la Santísima Virgen María Asunta a los Cielos.
En 2021 en la diócesis existían 33 parroquias a las que se suma la comunidad de Santa Cecilia.

## Historia

### Lucera
La tradición hagiográfica y litúrgica, apoyada por historiadores locales, atribuye a Lucera cuatro obispos de dudosa historicidad: Basso, Pardo, Giovanni y Marco, que habrían gobernado la diócesis de Lucera en un período comprendido entre los siglos I y IV.
Basso se inscribe en la "tradición petrina", es decir, aquella tradición, no anterior al siglo VII, que atribuye a san Pedro, en su viaje a Roma, la fundación de varias diócesis de Apulia, entre ellas la de Lucera. Basso, consagrado por el apóstol, se dice que sufrió el martirio en tiempos del emperador Trajano. Sin embargo, ni la figura de este santo ni su episcopado en Lucera están probados históricamente. Es probable que hubiera confusión con san Baso, venerado en Niza, quien a su vez fue confundido con un san Baso, mártir de Nicea en Bitinia.
Pardo fue un obispo griego del Peloponeso que, al tener que abandonar su patria, se refugió en Roma y luego en Lucera, donde murió; posteriormente su cuerpo fue trasladado a Larino, donde es venerado como patrono. En los documentos hagiográficos que hablan de su vida, sin embargo, no hay elementos que permitan afirmar que fue obispo de Lucera.
Respecto a la figura de Marcos, «la crítica histórica ha demostrado de forma convincente que se trataba de Marcos , obispo de Aeca en los años comprendidos entre los siglos siglo III y siglo IV» . En su vida se relata que Marco fue consagrado sacerdote por el obispo de Lucera, Giovanni, el único entre los primeros cuatro obispos de Lucera que es "más o menos históricamente confiable".
La primera mención históricamente cierta de la existencia de un episcopado lucerino se remonta al siglo V, «es decir, un período muy posterior a aquel en el que [Lucera] presumiblemente recibió el mensaje cristiano». De hecho, un obispo anónimo es mencionado en dos cartas del papa Gelasio I, escritas entre finales del 493 y agosto del 495. En cambio, el primer nombre de un obispo atestiguado históricamente se remonta a mediados del siglo VI. Se trata de Anastasio, mencionado en una carta del papa Pelagio I en el año 559.
Tras la invasión lombarda, muchas diócesis de Apulia desaparecieron; de las cartas de Gregorio Magno se desprende que a finales del siglo VI la única diócesis de Capitanata que aún subsistía era la de Siponto. Lucera también sufrió las repercusiones demográficas y económicas del resto de la región, hasta el punto de que no es posible seguir la presencia ordinaria de un prelado al menos hasta que el obispo Marco participó en el sínodo convocado en Roma por el papa Zacarías en el año 744. El retorno de la veneración de la imagen de la Virgen María en la diócesis se atribuye a la iniciativa de este obispo, culto confirmado en 1300 por Carlos II de Anjou a través de la dedicación de la ciudad a santa María, mantenida hasta el primer cuarto del siglo siguiente.
En la época del obispo Landenolfo (finales del siglo X), Lucera todavía dependía políticamente de los bizantinos, quienes le otorgaron el título de arquidiócesis tras su política de reorganización demográfica, económica y religiosa de Daunia. El experimento, sin embargo, resultó efímero, tanto que el título desapareció con la muerte de Landenolfo. Después de algunas décadas de incertidumbre, en la segunda mitad del siglo XI la diócesis pasó a la provincia eclesiástica de la arquidiócesis de Benevento, a la que permaneció unida hasta 1979. El primer testimonio de esta adhesión es la presencia del obispo Azzo en un sínodo convocado por el metropolitano Milone en 1075.
El 18 de enero de 1302, en la época del obispo Aimando (o Aimardo), Carlos II de Anjou reformó el capítulo de canónigos de la catedral, elevando el número de canónigos a veinte. El mismo rey donó a la diócesis, durante el episcopado de Stefano (1302-1304), las tierras de Apricena y Guardiola, ampliando así la base territorial de las dependencias directas del obispado de Lucera. Esto ocurrió pocos años después de la dispersión de la colonia sarracena presente en la ciudad (agosto de 1300), un paso crucial en la historia de la diócesis, cuya capital tomó el nombre de Civitas Sanctae Mariae por voluntad del rey Carlos II.
En el siglo XV la diócesis de Lucera se amplió varias veces para incluir algunas diócesis que fueron suprimidas: la diócesis de Fiorentino (circa 1410) y la diócesis de Tortiboli (1425). Desde 1439 a 1471 la diócesis de Civitate estuvo unida aeque principaliter a Lucera. En este siglo destacó especialmente Pietro Ranzano, humanista que «ofreció una valiosa contribución a la Iglesia y a la cultura de la época».
En el siglo XVI) los obispos Carafa de Lucera y Luigi de Sant'Agata de' Goti, después de haber hecho ya una permutación de las diócesis, acordaron que a la muerte de uno de los dos, sus sedes se unirían aeque principaliter, pero la unión nunca se realizó.
Tras el concordato de 1818 entre la Santa Sede y el Reino de las Dos Sicilias, las diócesis de Vulturara y Montecorvino fueron suprimidas mediante la bula De utiliori del papa Pío VII del 27 de junio de 1818, y su territorio se unió al de Lucera.
El 2 de abril de 1914 el territorio de Roseto Valfortore pasó de la diócesis de Ariano a la de Lucera. El 23 de febrero de 1916 Lucera adquirió también la parroquia de Casalnuovo Monterotaro de la arquidiócesis de Benevento mediante el decreto Archidioecesis Beneventana de la Sagrada Congregación Consistorial.
En 1970 se constituyó la unión in persona episcopi entre las diócesis de Lucera y San Severo; Angelo Criscito y Carmelo Cassati fueron obispos de ambas diócesis.
El 21 de enero de 1983, mediante el decreto Ad uberius de la Congregación para los Obispos, la jurisdicción sobre la comuna de San Bartolomeo in Galdo fue cedida a la arquidiócesis de Benevento.

### Troia
La ciudad de Troia fue fundada en 1019, heredando la sede episcopal de la antigua Aecae o Eca, erigida en el siglo III y destruida según la tradición en 663.
En 1022 abandonó el rito bizantino para adoptar el rito romano y al mismo tiempo el papa Benedicto VIII la elevó al rango de diócesis. En el año 1030 el papa Juan XIX la declaró diócesis inmediatamente sujeta a la Santa Sede.
En el siglo XII la ciudad y sus obispos asumieron un papel prestigioso en la región de Capitanata. En Troia se celebraron cuatro concilios, presididos personalmente por diferentes pontífices (1093, 1115, 1120 y 1127). El obispo Gualtieri de Pagliara ocupó el importante cargo de canciller del Reino de Sicilia y formó parte del consejo de regencia durante la minoría de edad de Federico II. Muestra de esta creciente importancia de la ciudad fue la construcción de la catedral de estilo románico, iniciada en 1093 y finalizada en 1119.
A principios del siglo XVIII se erigió el seminario diocesano, gracias a Emilio Cavalieri, quien también promovió las misiones diocesanas. La construcción del palacio episcopal se debe a Marco De Simone.
El 25 de junio de 1855 cedió una parte de su territorio, incluida la ciudad de Foggia, con el fin de erigir la diócesis de Foggia (hoy arquidiócesis de Foggia-Bovino) mediante la bula Ex hoc Summi Pontificis del papa Pío IX.
El 29 de septiembre de 1933 la diócesis de Troia pasó a formar parte de la región eclesiástica de Benevento mediante el decreto Iam pridem de la Congregación Consistorial.
En 1974 se constituyó la unión in persona episcopi entre las diócesis de Troia, Foggia y Bovino; Giuseppe Lenotti y Salvatore De Giorgi fueron obispos de las tres diócesis.
En el momento de la unión con Lucera en 1986, la diócesis de Troia incluía 12 parroquias en las comunas de Troia (6), Biccari, Orsara di Puglia (2), Castelluccio Valmaggiore, Faeto y Celle di San Vito.

### Sedes unidas
El 30 de abril de 1979 las sedes de Lucera y Troia pasaron a formar parte de la nueva provincia eclesiástica de la arquidiócesis de Foggia.
El 30 de septiembre de 1986, mediante el decreto Instantibus votis de la Congregación para los Obispos, las dos diócesis se unieron con la fórmula plena unione y el nuevo distrito eclesiástico asumió su nombre actual. Al mismo tiempo, terminó la unión in persona episcopi de Lucera con San Severo y de Troia con Foggia y Bovino. El mismo día dimitieron los dos obispos de Lucera y Troia, Carmelo Cassati y Salvatore De Giorgi, y el 13 de febrero fue nombrado el primer obispo de las diócesis unidas, Raffaele Castielli.
Al mismo tiempo que nacía el nuevo distrito eclesiástico, los territorios de Apricena y Sannicandro Garganico fueron cedidos a la diócesis de San Severo.

## Estadísticas
Según el Anuario Pontificio 2022 la diócesis tenía a fines de 2021 un total de 56 988 fieles bautizados.
| Año                                                                             | Población            | Población | Población      | Sacerdotes | Sacerdotes    | Sacerdotes    | Bautizados por sacerdote | Diáconos permanentes | Religiosos | Religiosos | Parroquias |
| Año                                                                             | Bautizados católicos | Total     | % de católicos | Total      | Clero secular | Clero regular | Bautizados por sacerdote | Diáconos permanentes | Varones    | Mujeres    | Parroquias |
| ------------------------------------------------------------------------------- | -------------------- | --------- | -------------- | ---------- | ------------- | ------------- | ------------------------ | -------------------- | ---------- | ---------- | ---------- |
| 1950                                                                            | 104 700              | 105 000   | 99.7           | 103        | 84            | 19            | 1016                     |                      | 27         | 85         | 21         |
| 1969                                                                            | 97 271               | 98 153    | 99.1           | 78         | 54            | 24            | 1247                     |                      | 34         | 118        | 24         |
| 1980                                                                            | 94 300               | 96 000    | 98.2           | 74         | 53            | 21            | 1274                     |                      | 23         | 96         | 25         |
| 1990                                                                            | 75 000               | 78 100    | 96.0           | 90         | 69            | 21            | 833                      |                      | 23         | 86         | 32         |
| 1999                                                                            | 73 000               | 76 280    | 95.7           | 82         | 62            | 20            | 890                      | 2                    | 24         | 86         | 33         |
| 2000                                                                            | 74 000               | 77 000    | 96.1           | 82         | 62            | 20            | 902                      | 3                    | 27         | 86         | 33         |
| 2001                                                                            | 74 000               | 77 000    | 96.1           | 83         | 64            | 19            | 891                      | 4                    | 26         | 86         | 33         |
| 2002                                                                            | 74 000               | 77 000    | 96.1           | 83         | 64            | 19            | 891                      | 4                    | 26         | 86         | 33         |
| 2003                                                                            | 74 000               | 76 543    | 96.7           | 84         | 65            | 19            | 880                      | 4                    | 26         | 86         | 33         |
| 2004                                                                            | 74 000               | 76 543    | 96.7           | 83         | 64            | 19            | 891                      | 4                    | 26         | 86         | 33         |
| 2013                                                                            | 66 000               | 67 000    | 98.5           | 74         | 54            | 20            | 891                      | 7                    | 26         | 28         | 33         |
| 2016                                                                            | 66 300               | 67 600    | 98.1           | 75         | 55            | 20            | 884                      | 6                    | 24         | 28         | 33         |
| 2019                                                                            | 59 850               | 66 840    | 89.5           | 66         | 51            | 15            | 906                      | 5                    | 18         | 29         | 33         |
| 2021                                                                            | 56 988               | 61 065    | 93.3           | 67         | 45            | 22            | 850                      | 5                    | 22         | 29         | 33         |
| Fuente: Catholic-Hierarchy, que a su vez toma los datos del Anuario Pontificio. |                      |           |                |            |               |               |                          |                      |            |            |            |

## Episcopologio

### Obispos de Lucera
- San Basso †
- San Pardo †
- Beato Giovanni I † (entre el siglo III y el siglo IV)
- San Marco I †
- Anónimo † (antes de 493-después de 495)
- Anastasio † (mencionado en 559)
- Marco II † (mencionado en 744)
- Adelchi † (circa 940-957 falleció)
- Alberto I † (antes de 963-después de 964)
- Landenolfo † (circa 980-noviembre de 1005 falleció)
- Pietro † (mencionado en 1024)
- Giovanni II † (antes de 1032-después de 1039)
- Lando † (1061-1068)
- Azzo † (1071-1077)
- Teodelgaldo (o Teodelgardo) † (antes de 1083-después de 1089)
- Benedetto † (1093-1099)
- Giovanni III † (mencionado en 1100)
- Roberto † (mencionado en 1127)
- Rao † (mencionado en 1147)
- Rainaldo † (antes de 1179-1181)
- Luterio † (1215-17 de octubre de 1218 falleció)[nota 1]
- Andrea (13 de enero de 1221-diciembre de 1221)
- Bartolomeo I † (13 de enero de 1222-después de 1238)[19]
  - Sede vacante (circa 1247-1255)[nota 2]
- Alferio † (3 de agosto de 1255-después de 1259 falleció)
- Guglielmo de Ricia † (?-1294 renunció)[20]
- Aimando (o Aimardo) † (octubre de 1294-9 de junio de 1302 nombrado obispo de Salpi)[21][22]
- Stefano † (9 de junio de 1302-1304 o 1307)[nota 3]
- Giacomo da Fusignano, O.P. † (1308-2 de agosto de 1322 nombrado obispo de Modone)
- Beato Agostino Kažotić, O.P. † (21 de agosto de 1322-3 de agosto de 1323 falleció)[23]
- Giacomo, O.P. † (1324-después de 1325)
- Domenico † (mencionado en 1328)
  - Sede vacante (1332-1336)
- Ruggero di Lavello, O.S.A. † (antes de 1337-1338 o 1339 falleció)[24]
- Marino (o Martino) † (1340-1340 falleció)
  - Sede vacante (1341-1348)[nota 4]
- Antonio de San Severo † (21 de enero de 1348-1363 falleció)[25]
- Giacomo Gurga † (21 de abril de 1363-1373 falleció)
- Bartolomeo di Aprano † (17 de octubre de 1373-5 de noviembre de 1378 nombrado obispo de Aversa)
- Obediencia aviñonesa:
  - Antonio, O.F.M. † (8 de noviembre de 1378-? falleció)
  - Nicola Giacomo de Barulo † (30 de marzo de 1393-?)
  - Nicola Antonio di San Pietro, O.P. † (4 de julio de 1394-22 de abril de 1422 nombrado obispo de Salpi)
- Obediencia romana:
  - Tommaso † (mencionado el 16 de octubre de 1381)
  - Tommaso di Acerno †
  - Bartolomeo II † (1384-1396 falleció)[nota 5]
  - Bassistachio de Formica I † (13 de noviembre de 1396-? falleció)
- Bassistachio de Formica II † (22 de abril de 1422-1450 falleció)[nota 6]
  - Antonio Angeli † (5 de mayo de 1450-1 de julio de 1450 nombrado obispo de Potenza) (obispo electo)
- Ladislao Dentice † (1 de julio de 1450-1476 falleció)
- Pietro Ranzano, O.P. † (5 de octubre de 1476-1492 falleció)
- Giambattista Contestabili † (2 de diciembre de 1493-1496 falleció)
- Antonio Torres, O.S.H. † (7 de noviembre de 1496-17 de abril de 1497 nombrado obispo de Sutri y Nepi)
- Raffaele Rocca † (17 de abril de 1497-21 de octubre de 1500 nombrado obispo de Capri)
- Giovanni di Luigi, O.Carm. † (25 de octubre de 1500-27 de agosto de 1512 nombrado obispo de Sant'Agata de' Goti)
- Alfonso Carafa † (27 de agosto de 1512-1534 falleció)
  - Andrea Matteo Palmieri † (20 de agosto de 1534-26 de febrero de 1535 renunció) (administrador apostólico)
- Michele Visconti † (26 de febrero de 1535-1538 falleció)
- Enrique de Villalobos † (29 de julio de 1538-5 de noviembre de 1540 nombrado obispo de Squillace)
- Fabio Mignanelli † (15 de noviembre de 1540-17 de mayo de 1553 nombrado administrador apostólico de Grosseto)
- Pietro De Petris † (17 de mayo de 1553-1580 falleció)
- Giulio Monaco † (4 de noviembre de 1580-1581 falleció)
- Scipione Bozzuti † (14 de febrero de 1582-5 o 6 de mayo de 1592 falleció[26])
- Marco Magnacervo, C.R. † (21 de junio de 1593-29 de julio de 1600 falleció)
- Fabio Aresti † (11 de mayo de 1601-30 de abril de 1609 falleció)
- Lodovico Magio † (29 de abril de 1609-1618 falleció)
- Fabrizio Suardi † (28 de enero de 1619-9 de febrero de 1637 nombrado obispo de Caserta)
- Bruno Sciamanna † (17 de agosto de 1637-10 de marzo de 1642 nombrado obispo de Caserta)
- Tommaso d'Avalos, O.P. † (24 de marzo de 1642-4 de diciembre de 1642 falleció)
- Silvestro D'Afflitto, C.R. † (23 de febrero de 1643-agosto de 1661 falleció)
- Giambattista Eustachio † (12 de febrero de 1663-septiembre de 1687 falleció)
- Domenico Morelli † (17 de mayo de 1688-15 de julio de 1715 falleció[27])
- Domenico Maria Liguori, C.R. † (10 de enero de 1718-8 de febrero de 1730 nombrado obispo de Cava)
- Vincenzo Ferreri, O.P. † (8 de febrero de 1730-4 de octubre de 1733 falleció)
- Michele Marculli † (2 de diciembre de 1733-antes del 25 de mayo de 1759 falleció)
- Giuseppe Maria Foschi † (28 de mayo de 1759-15 de noviembre de 1776 falleció)
  - Giuseppe Maria Rugilo † (1776-1778) (obispo electo)[28]
  - Sede vacante (1778-1792)
- Giovanni Arcamone, C.R. † (27 de febrero de 1792-13 de agosto de 1793 falleció)
- Alfonso Maria Freda † (29 de enero de 1798-12 de agosto de 1817 falleció[29])
- Andrea Portanova † (6 de abril de 1818-12 de julio de 1840 falleció)
  - Sede vacante (1840-1843)
- Giuseppe Jannuzzi † (19 de junio de 1843-21 de agosto de 1871 falleció)
- Giuseppe Maria Cotellessa † (23 de febrero de 1872-22 de mayo de 1889 falleció)
- Carmelo Ciotola † (14 de diciembre de 1891-20 de febrero de 1892 falleció[30])
- Giuseppe Consenti, C.SS.R. † (12 de junio de 1893-13 de noviembre de 1907 falleció)
- Lorenzo Chieppa † (23 de junio de 1909-15 de octubre de 1918 falleció)
- Giuseppe di Girolamo † (21 de abril de 1920-1 de enero de 1941 renunció[nota 7])
- Domenico Vendola † (21 de julio de 1941-7 de enero de 1963 renunció[nota 8])
- Antonio Cunial † (21 de marzo de 1963-9 de marzo de 1970 nombrado obispo de Vittorio Veneto)
- Angelo Criscito † (27 de junio de 1970-7 de septiembre de 1985 retirado)
- Carmelo Cassati, M.S.C. † (7 de septiembre de 1985-30 de septiembre de 1986 renunció)

### Obispos de Troia
- Oriano † (circa 1022-circa 1028 falleció)[nota 9]
- Angelo † (1028-4 de mayo de 1041 falleció)
- Arduino † (mencionado en 1059)
- Stefano Normanno † (marzo de 1059-11 de octubre de 1077 falleció)[31]
- Gualtiero Frangente † (2 de noviembre de 1077-4 de agosto de 1087 falleció)[31]
- Gerardo da Piacenza † (8 de octubre de 1087-10 de enero de 1097 falleció)[31]
- Uberto Cenomanicus † (20 de junio de 1097-13 de diciembre de 1101 falleció)[31]
- Guglielmo Bigoctus † (13 de enero de 1102-1108)[31]
- Guglielmo II † (1108-1122 falleció)[31]
- Onorio † (1122-después de 1124)[31]
- Guglielmo III † (mencionado en 1140)[31]
- Elia † (mencionado en 1177)
- Guglielmo IV † (antes de 1182-1187 falleció)[31]
- Ruggero † (1187-antes de 1193)[31]
- Gualberto † (antes de 1193-1195)
- Gualtiero di Palearia † (1195-julio de 1201 depuesto)
- Filippo † (13 de octubre de 1212-?)
- Gregorio † (julio de 1232-13 de junio de 1237)[32]
- Matteo de Barbuco † (20 de enero de 1252-circa de abril de 1270 falleció)[33][nota 10]
  - Sede vacante (1270-1276)[33]
  - Bertero † (septiembre de 1276/marzo de 1277-1277 falleció) (obispo electo)[33]
- Ugo de Curtis, O.P. † (antes del 4 de agosto de 1278-3 de octubre de 1279 nombrado obispo de Belén)
- Rainerio, O.F.M. † (11 de mayo de 1280-1284)[33]
- Rogerio, O.F.M. † (20 de diciembre de 1284-1302 falleció)
- Pietro, O.F.M. † (9 de septiembre de 1302-1309 falleció)[nota 11]
- Guglielmo Bianchi, O.S.B. † (12 de abril de 1309-1310 falleció)
- Beraldo † (12 de junio de 1311-? falleció)
- Arnaldo † (20 de octubre de 1322-? falleció)
- Bisanzio † (27 de junio de 1332-?)
- Enrico Trezza † (24 de abril de 1341-? falleció)
- Nicola de Casis † (17 de noviembre de 1361-? falleció)
- Guido † (?-11 de agosto de 1366 nombrado obispo de Venafro)[nota 12]
- Bartolomeo † (13 de septiembre de 1387-? falleció)
  - Riccardo † (27 de enero de 1391-29 de marzo de 1393 nombrado arzobispo de Otranto) (antiobispo)
  - Nicola di Giovinazzo † (1393-9 de agosto de 1409 nombrado obispo de Cavaillon) (antiobispo)
- Angelo de Manfredonia † (30 de abril de 1410-1438 falleció)
- Giacomo Lombardo † (4 de julio de 1438-1469 falleció)
- Giovanni Paolo Vassalli † (17 de abril de 1468-10 de marzo de 1474 nombrado obispo de Aversa)
- Stefano Grube † (10 de marzo de 1474-22 de marzo de 1480 nombrado arzobispo de Riga)
- Scipione Piscicelli † (22 de marzo de 1480-1484 falleció)
- Giannozzo Pandolfini † (10 de marzo de 1484-13 de diciembre de 1525 falleció)
- Ferrando Pandolfini † (13 de diciembre de 1525 por sucesión-1560 falleció)
- Scipione Rebiba † (19 de junio de 1560-4 de septiembre de 1560 renunció)
- Prospero Rebiba † (4 de septiembre de 1560-1593 falleció)
- Jacopo Aldobrandini † (15 de noviembre de 1593-10 de noviembre de 1606 falleció)
- Pietro Antonio Da Ponte, C.R. † (14 de mayo de 1607-8 de septiembre de 1622 falleció)
- Giovanni Battista Roviglioni † (9 de enero de 1623-noviembre de 1623 falleció)
- Felice Siliceo † (18 de diciembre de 1623-1626 falleció)
- Giovanni Battista Astalli † (19 de enero de 1626-17 de agosto de 1644 falleció)
- Giovanni Tommaso Veneciani † (30 de enero de 1645-1647 falleció)
- Antonio Sacchetti † (13 de enero de 1648-junio de 1662 falleció)
- Sebastiano Sorrentino † (12 de febrero de 1663-17 de julio de 1675 falleció)
- Antonio de Sangro, C.R. † (16 de diciembre de 1675-24 de enero de 1694 falleció)
- Emilio Giacomo Cavalieri, P.O. † (19 de abril de 1694-11 de agosto de 1726 falleció)
- Giovanni Pietro Faccoli † (11 de septiembre de 1726-2 de enero de 1752 falleció)
- Marco De Simone † (17 de julio de 1752-24 de febrero de 1777 falleció)
- Giovanni Giacomo Onorati † (12 de mayo de 1777-6 de marzo de 1793 falleció)
  - Sede vacante (1793-1797)
- Gennaro Clemente Francone † (18 de diciembre de 1797-7 de mayo de 1799 falleció)
  - Sede vacante (1799-1804)
- Michele Palmieri † (29 de octubre de 1804-3 de mayo de 1824 nombrado obispo de Monopoli)
- Antonio Monforte † (3 de mayo de 1824-13 de febrero de 1854 falleció)
- Tommaso Passero, O.P. † (16 de julio de 1856-8 de septiembre de 1890 falleció)
- Domenico (Daniele) Tempesta, O.F.M.Ref. † (14 de junio de 1891-23 de abril de 1899 falleció)
- Paolo Emilio Bergamaschi † (19 de junio de 1899-26 de julio de 1910 renunció[nota 13])
- Domenico Lancellotti † (21 de abril de 1911-14 de marzo de 1918 nombrado obispo de Conversano)
- Fortunato Maria Farina † (21 de junio de 1919-15 de mayo de 1951 renunció)
- Giuseppe Amici † (15 de mayo de 1951-1 de febrero de 1955 nombrado obispo de Cesena)
- Antonio Mistrorigo † (9 de marzo de 1955-25 de junio de 1958 nombrado obispo de Treviso)
- Antonio Pirotto † (24 de agosto de 1958-14 de diciembre de 1974 retirado)
- Giuseppe Lenotti † (14 de diciembre de 1974-28 de enero de 1981 falleció)
- Salvatore De Giorgi (4 de abril de 1981-30 de septiembre de 1986 renunció)

### Obispos de Lucera-Troia
- Raffaele Castielli † (13 de febrero de 1987-18 de mayo de 1996 renunció)
- Francesco Zerrillo † (15 de febrero de 1997-30 de junio de 2007 retirado)
- Domenico Cornacchia (30 de junio de 2007-15 de enero de 2016 nombrado obispo de Molfetta-Ruvo-Giovinazzo-Terlizzi)
- Giuseppe Giuliano, desde el 20 de octubre de 2016

### Para la sede de Lucera
- (en inglés) Diocese of Lucera, en Catholic Encyclopedia, Nueva York, Encyclopedia Press, 1913.
- (en italiano) Giuseppe Cappelletti, Le Chiese d'Italia dalla loro origine sino ai nostri giorni, Venecia, 1858, vol. XIX, pp. 255-275
- (en italiano) Francesco Lanzoni, Le diocesi d'Italia dalle origini al principio del secolo VII (an. 604), vol. I, Faenza, 1927, pp. 275-277
- (en italiano) Ada Campione, Donatella Nuzzo, La Daunia alle origini cristiane, Edipuglia, 1999, pp. 87-93
- (en italiano) Gaetano Schiraldi, La diocesi di Lucera: genesi ed evoluzione della presenza cristiana, en La Capitanata 20 (2006), pp. 253-266
- (en italiano) Gaetano Schiraldi, La comunità cristiana di Lucera nell'alto e basso medioevo: primi appunti per una storia, en La Capitanata 23 (2009), pp. 55-69
- (en italiano) Gaetano Schiraldi, Rinascimento cristiano in prospettiva umanistica. La diocesi di Lucera nel Quattrocento, en La Capitanata XLX (2012), pp. 171-185
- (en italiano) Giorgio Otranto, L'episcopato dauno nei primi secoli, en Atti del 4º Convegno sulla Preistoria-Protostoria-Storia della Daunia, San Severo, 1982, pp. 151-156
- (en italiano) Antonio Antonetti, Su Bartolomeo, vescovo di Lucera: alcune riflessioni per una ricostruzione storica, en La Capitanata LI (2013), pp. 101-108
- (en italiano) Antonio Antonetti, Alcune note sulla Chiesa lucerina tra Bizantini e Normanni (secc. X-XII), en Itinerari di ricerca storica XXVIII, 2 (2014), pp. 99-119
- (en italiano) Antonio Antonetti, I vescovi di Lucera del XIII secolo: note per una cronotassi scientifica, in Archivio storico pugliese LXVIII (2015), pp. 51-79
- (en italiano) Antonio Antonetti, Gianluca D'Antino, Walter V.M. di Pierro, Massimiliano Monaco, I vescovi di Lucera. Profili biografici, araldica e genealogia, Lucera, Schena Editore, 2023.
- (en latín) Pius Bonifacius Gams, Series episcoporum Ecclesiae Catholicae, Leipzig, 1931, pp. 891-892
- (en latín) Konrad Eubel, Hierarchia Catholica Medii Aevi, vol. 1, p. 315; vol. 2, p. 181; vol. 3, p. 229; vol. 4, p. 225; vol. 5, pp. 248-249; vol. 6, p. 267
- (en alemán) Norbert Kamp, Kirche und Monarchie im Staufischen Konigreich Sizilien, vol. 1, Prosopographische Grundlegung: Bistümer und Bischöfe des Königreichs 1194 - 1266, Abruzzen und Kampanien, Múnich, 1973, pp. 278-279.

### Para la sede de Troia
- (en inglés) Ficha de la diócesis en www.catholic-hierarchy.org
- (en italiano) Chronici Trojani fragmentum, editado por Alessio Aurelio Pelliccia, Raccolta di varie croniche, diarj, ed altri opuscoli così italiani, come latini appartenenti alla storia del Regno di Napoli, vol. 5, Nápoles, 1782, pp. 127-140; luego en Frammenti di cronaca troiana antica: il testo e la riproduzione di "Chronici Trojani Fragmentum", Troia 1975.
- (en italiano) Cenni storici  (enlace roto disponible en este archivo). della città di Troia
- (en italiano) Antonio Antonetti, Le elezioni episcopali e i vescovi della rinascita troiana, Carte di Puglia 30 (2013), pp. 31-42.
- (en italiano) Giuseppe Cappelletti, Le Chiese d'Italia dalla loro origine sino ai nostri giorni, Venecia, 1858, vol. XXI, pp. 457-463
- (en italiano) Gaetano Moroni, Dizionario di erudizione storico-ecclesiastica, vol. LXXXI, Venecia, 1861, pp. 87-95
- (en latín) Pius Bonifacius Gams, Series episcoporum Ecclesiae Catholicae, Leipzig, 1931, pp. 936-937
- (en latín) Konrad Eubel, Hierarchia Catholica Medii Aevi, vol. 1, p. 499; vol. 2, p. 257; vol. 3, p. 319; vol. 4, p. 346; vol. 5, pp. 391-392; vol. 6, pp. 418-419